# Agrothereutes ferrieri
Agrothereutes ferrieri là một loài tò vò trong họ Ichneumonidae.